# Original Naabtal Duo
Original Naabtal Duo est un duo allemand de volkstümliche Musik.

## Histoire
Le nom vient de la vallée de la Naab, un affluent bavarois du Danube.
Wolfgang Edenharder, accordéoniste, et Hubert Zaschka, batteur, fondent le duo en 1977 et jouent dans la région de Ratisbonne. En 1985, Willi Seitz remplace Hubert Zaschka. Le duo participe avec la chanson Patrona Bavariae au Grand Prix der Volksmusik 1988 et prend la première place.
Original Naabtal Duo a des succès et des prix comme le Goldene Stimmgabel jusqu'en 1993. Le duo se sépare alors ; Wolfgang Edenharder fait une carrière solo dans le volkstümliche Schlager tandis que Willi Seitz préfère la musique country.
En octobre 2003, le duo se réunit au Feste der Volksmusik. L'album Wir sind wieder da annonce le grand retour. Dieses Gefühl, le troisième album depuis la reformation, sorti en juillet 2006, est un retour aux racines. Sur le CD, il y a également un hymne de bienvenue pour la visite du pape Benoît XVI en Bavière : Unser Papst der kommt aus Bayern.
Il se reforme de nouveau en 2016 pour une tournée, notamment avec Marianne und Michael.

## Discographie
Albums
- Patrona Bavariae 1988
- Ein bisschen Glück 1989
- Heimweh nach der Heimat 1990
- A bisserl Glück, a bisserl Freud 1991
- Die Tür zum Herzen 1992
- Alles Liebe, alles Gute 1993
- Wir sind wieder da 2003
- Nur mit dir 2005
- Dieses Gefühl 2006
- Weihnachten bin i daheim 2007

Singles
- Patrona Bavariae 1988
- Mutter, morg'n früh mach' ich Hochzeit 1988
- G'sundheit ist das größte Glück auf Erden 1988
- Schutzengel, bleib bei mir 1989
- Heimweh nach der Heimat 1990
- Beim Wirt von nebenan 1991
- Menschen hab'n auf Gott vergessen 1991
- Wenn mei Herz a Vogerl wär 1992
- Venedig ist ein Katzensprung 1993
- Lass uns nochmal darüber reden 2003
- S’Leben is koa Wunschkonzert 2005
- Unser Papst der kommt aus Bayern 2006

## Source de la traduction
- (de) Cet article est partiellement ou en totalité issu de l’article de Wikipédia en allemand intitulé « Original Naabtal Duo » (voir la liste des auteurs).